# Cá hoàng đế (Việt Nam)
Cá hoàng đế, hay cá hoàng bảo yến (Danh pháp khoa học: Cichla ocellaris) là một loài cá trong họ cá Cichlidae. Chúng phân bố tại Nam Mỹ ở Suriname và Guyana. Ở Việt Nam, chúng là một loài xâm lấn ở hồ Trị An.

## Đặc điểm
Nhiều nơi gọi là cá Hoàng Đế bởi cái vây lưng trên của chúng có trông như chiếc vương miện của một vị vua, những chiếc gai cứng nhô cao so với phần màng vây. Cá có thân dài và sâu, vây lưng hình chữ V, miệng lớn, hàm dưới kéo dài, vượt cả hàm trên. Có một vòng tròn bao quanh mắt, ba vạch màu đen trên thân của cá Hoàng Bảo Yến. Phần chốt đuôi có một vòng tròn đen được bao bọc bởi viền vàng, nhiều cá thể trong loài có những chấm đen viền vàng nhỏ leo từ khấu đuôi tới gần nắp mang, những chấm đen này có khi lan sang cả vây đuôi và vây hậu môn. Cá Đực nhiều tuổi thường xuất hiện một hoa văn lớn trên cơ thể, tuy nhiên để phân biệt đực cái, người ta thường phải dựa vào quá trình sinh sản để nhận biết.
Cá hoàng đế có tốc độ lớn nhanh và kích thước lớn, cá dữ có thể ăn cá mồi, thường được nuôi chung với cá rồng. Chúng sống được ở nhiều tầng nước. Cá bắt cặp sinh sản, đẻ trứng dính lên giá thể được dọn sẵn, cá bố mẹ chăm sóc trứng và cá con trong khoảng 9 tuần. quá trình sinh sản diễn ra ở nhiệt độ 79 tới 82 độ F, và trứng được đặt trên một nền đá cứng ở vùng nước nông. Mỗi lần cá cái đẻ hơn 10.000 trứng, và cả cá bố và cá mẹ sẽ bảo vệ trứng nở trong khoảng thời gian 1 tháng. Thức ăn chủ yếu là cá con và con mồi sống, chúng săn mồi nhờ tốc độ tuyệt vời của mình, chúng ăn hầu hết các loại thực phẩm chế biến sẵn, sâu đông lạnh, sâu tươi, super worm, tubifex, thức ăn viên. Cá khỏe và dễ nuôi, sống được trong môi trường nước ngọt đến lợ. Trong nuôi nhốt, vì bản chất ăn thịt, chúng nên được nuôi trong bể cá cùng loài, hoặc những bể có cá thể có kích thước tương đương hoặc lớn hơn.